# Torrenova (Roms tunnelbana)
Torrenova är en station på Roms tunnelbanas Linea C. Stationen är belägen vid Via Casilina i området Torrenova i sydöstra Rom och togs i bruk år 2014.
Stationen Torrenova har:
- Biljettautomater
- WC

## Kollektivtrafik
- Busshållplatser för ATAC och COTRAL

## Omgivningar
- San Gaudenzio
- Policlinico Tor Vergata
- Via Casilina
- Parco Alessandro Conti
- Giardino Carlo Tufilli